# Llista de vicepresidents de l'Argentina
| Imatge | Termini                                | Vicepresident                  | President(s)                                                                                        | Notes                                               |
| ------ | -------------------------------------- | ------------------------------ | --------------------------------------------------------------------------------------------------- | --------------------------------------------------- |
|        | 5 març 1854 fins 5 març 1860           | Salvador María del Carril      | Justo José de Urquiza                                                                               |                                                     |
|        | 5 març 1860 fins 5 novembre 1861       | Juan Esteban Pedernera         | Santiago Derqui                                                                                     | Successió del President interí                      |
|        | 5 novembre 1861 fins 12 octubre 1862   | Vacant                         | Juan Esteban Pedernera and Bartolomé Mitre                                                          |                                                     |
|        | 12 octubre 1862 fins 2 gener 1868      | Marcos Paz                     | Bartolomé Mitre                                                                                     | Mort en el càrrec                                   |
|        | 2 gener 1868 fins 12 Octubre 1868      | Vacant                         | Bartolomé Mitre                                                                                     |                                                     |
|        | 12 octubre 1868 fins 12 octubre 1874   | Adolfo Alsina                  | Domingo Sarmiento                                                                                   |                                                     |
|        | 12 octubre 1874 fins 12 octubre 1880   | Mariano Acosta                 | Nicolás Avellaneda                                                                                  |                                                     |
|        | 12 octubre 1880 fins 12 octubre 1886   | Francisco Bernabé Madero       | Julio A. Roca                                                                                       |                                                     |
|        | 12 octubre 1886 fins 6 agost 1890      | Carlos Pellegrini              | Miguel Juárez Celman                                                                                | Successió del President Interí                      |
|        | 6 agost 1890 fins Octubre 2, 1892      | Vacant                         | Carlos Pellegrini                                                                                   |                                                     |
|        | 12 octubre 1892 fins 23 gener 1895     | José Evaristo de Uriburu       | Luis Sáenz Peña                                                                                     | Successió del President interí                      |
|        | 23 gener 1895 fins 12 octubre 1898     | Vacant                         | José Evaristo Uriburu                                                                               |                                                     |
|        | 12 octubre 1898 fins 12 octubre 1904   | Norberto Quirno Costa          | Julio A. Roca                                                                                       |                                                     |
|        | 12 octubre 1904 fins 12 març 1906      | José Figueroa Alcorta          | Manuel Quintana                                                                                     | Successió del President interí                      |
|        | 12 març 1906 fins 12 octubre 1910      | Vacant                         | José Figueroa Alcorta                                                                               |                                                     |
|        | 12 octubre 1910 fins 9 agost 1914      | Roque Sáenz Peña               | Successió del President interí                                                                      |                                                     |
|        | 9 agost 1914 fins 12 octubre 1916      | Vacant                         | Victorino de la Plaza                                                                               |                                                     |
|        | 12 octubre 1916 fins 25 juny 1919      | Pelagio B. Luna                | Hipólito Yrigoyen                                                                                   | Mort en el càrrec                                   |
|        | Juny 25, 1919 fins 12 octubre 1922     | Vacant                         | Hipólito Yrigoyen                                                                                   |                                                     |
|        | 12 octubre 1922 fins 12 octubre 1928   | Elpidio González               | Marcelo T. de Alvear                                                                                |                                                     |
|        | 12 octubre 1928 fins Septembre 6, 1930 | Enrique Martínez               | Hipólito Yrigoyen                                                                                   | Cop d'estat                                         |
|        | Septembre 6, 1930 fins 12 octubre 1930 | Enrique Santamarina            | José Félix Uriburu                                                                                  | Dimissió                                            |
|        | Octubre 20, 1930 fins Febrer 20, 1932  | Vacant                         | José Félix Uriburu                                                                                  |                                                     |
|        | Febrer 20, 1932 fins Febrer 20, 1938   | Julio A. P. Roca               | Agustín P. Justo                                                                                    |                                                     |
|        | Febrer 20, 1938 fins Juny 27, 1942     | Ramón S. Castillo              | Roberto M. Ortiz                                                                                    | Successió del President interí                      |
|        | Juny 27, 1942 fins Juny 7, 1943        | Vacant                         | Ramón Castillo and Arturo Rawson                                                                    |                                                     |
|        | Juny 7, 1943 fins Octubre 15, 1943     | Sabá Héctor Sueyro             | Pedro Pablo Ramírez                                                                                 | Mort en el càrrec                                   |
|        | Octubre 15, 1943 fins Febrer 24, 1944  | Edelmiro Farrell               | Pedro Pablo Ramírez                                                                                 | Successió del President interí                      |
|        | Febrer 24, 1944 fins Juliol 8, 1944    | Vacant                         | Edelmiro Farrell                                                                                    |                                                     |
|        | Juliol 8, 1944 fins Octubre 10, 1945   | Juan Domingo Perón             | Edelmiro Farrell                                                                                    | Apartat del càrrec                                  |
|        | Octubre 10, 1945 fins Juny 4, 1946     | Juan Pistarini                 | Edelmiro Farrell                                                                                    | Substituït després de les eleccions                 |
|        | Juny 4, 1946 fins Abril 3, 1952        | Juan Hortensio Quijano         | Juan Domingo Perón                                                                                  | Mort en el càrrec                                   |
|        | Abril 3, 1952 fins Maig 7, 1954        | Vacant                         | Juan Domingo Perón                                                                                  |                                                     |
|        | Maig 7, 1954 fins Septembre 23, 1955   | Alberto Teisaire               | Juan Domingo Perón                                                                                  | Cop d'estat                                         |
|        | Septembre 23, 1955 fins Maig 1, 1958   | Isaac Rojas                    | Eduardo Lonardi and Pedro E. Aramburu                                                               | Substituït després de les eleccions                 |
|        | Maig 1, 1958 fins Novembre 19, 1958    | Alejandro Gómez                | Arturo Frondizi                                                                                     | Dimissió                                            |
|        | Novembre 19, 1958 fins 12 octubre 1963 | Vacant                         | Arturo Frondizi and José María Guido                                                                |                                                     |
|        | 12 octubre 1963 fins Juny 28, 1966     | Carlos Perette                 | Arturo Illia                                                                                        | Cop d'estat                                         |
|        | Juny 28, 1966 fins Maig 25, 1973       | Vacant                         | Military Juntas: Juan Carlos Onganía, Roberto Levingston, and Alejandro Lanusse                     |                                                     |
|        | Maig 25, 1973 fins Juliol 13, 1973     | Vicente Solano Lima            | Héctor Cámpora                                                                                      | Dimissió                                            |
|        | Juliol 13, 1973 fins 12 octubre 1973   | Vacant                         | Raúl Lastiri                                                                                        |                                                     |
|        | 12 octubre 1973 fins Juliol 1, 1974    | Isabel Perón                   | Juan Domingo Perón                                                                                  | Successió del President interí                      |
|        | Juliol 1, 1974 fins 10 desembre 1983   | Vacant                         | Isabel Perón; Military Juntas: Jorge Videla, Roberto Viola, Leopoldo Galtieri, and Reynaldo Bignone |                                                     |
|        | 10 desembre 1983 fins Juliol 8, 1989   | Víctor Martínez                | Raúl Alfonsín                                                                                       | Dimissió                                            |
|        | Juliol 8, 1989 fins 10 desembre 1991   | Eduardo Duhalde                | Carlos Menem                                                                                        | Escollit Governador de la Província de Buenos Aires |
|        | 10 desembre 1991 fins Juliol 8, 1995   | Vacant                         | Carlos Menem                                                                                        |                                                     |
|        | Juliol 8, 1995 fins 10 desembre 1999   | Carlos Ruckauf                 | Carlos Menem                                                                                        |                                                     |
|        | 10 desembre 1999 fins Octubre 6, 2000  | Carlos Chacho Álvarez          | Fernando de la Rúa                                                                                  | Dimissió                                            |
|        | Octubre 6, 2000 fins Maig 25, 2003     | Vacant                         | Fernando de la Rúa, Adolfo Rodríguez Saá, i Eduardo Duhalde                                         |                                                     |
|        | Maig 25, 2003 fins 10 desembre 2007    | Daniel Scioli                  | Néstor Kirchner                                                                                     |                                                     |
|        | 10 desembre 2007 fins 10 desembre 2011 | Julio Cobos                    | Cristina Fernández de Kirchner                                                                      |                                                     |
|        | 10 desembre 2011 fins 10 desembre 2015 | Amado Boudou                   | Cristina Fernández de Kirchner                                                                      |                                                     |
|        | 10 desembre 2015 fins 10 desembre 2019 | Gabriela Michetti              | Mauricio Macri                                                                                      |                                                     |
|        | 10 desembre 2019 - actualitat          | Cristina Fernández de Kirchner | Alberto Fernández                                                                                   |                                                     |